# نامه دونالد ترامپ به سید علی خامنه‌ای
نامهٔ رئیس‌جمهور ایالات متحده دونالد ترامپ به رهبر جمهوری اسلامی سید علی خامنه‌ای با هدف آغاز مذاکرات جدید هسته‌ای با ایران نوشته شد. ترامپ در مصاحبه‌ای با شبکه فاکس بیزنس در تاریخ ۷ مارس ۲۰۲۵ از وجود این نامه خبر داد. خامنه‌ای در پاسخ اظهار داشت که هدف ایالات متحده نه حل مسئله بلکه سلطه‌گری است. با این حال، در تاریخ ۲۲ مارس، استیو ویتکاف مدعی شد ایران از طریق واسطه‌ها پاسخ داده و با آغاز مذاکرات موافقت کرده است. در ۲۸ مارس نیز رژیم ایران بنا به گفته یکی از مشاوران خامنه‌ای، نامهٔ دیگری برای ترامپ فرستاد. در تاریخ ۳۰ مارس، ایران مذاکرات را رد کرد و ترامپ در واکنش تهدید کرد که در صورت عدم توافق، ایران با «بمباران‌هایی بی‌سابقه» روبه‌رو خواهد شد. روز بعد، خامنه‌ای ضمن ادای تعهد به نابودی اسرائیل، از کشورهای منطقه خواست موضع خود را مشخص کنند و به آمریکا هشدار داد که به نیروهای نظامی جمهوری اسلامی حمله نکند. با این حال، خامنه‌ای احتمال اقدام نظامی را بسیار اندک ارزیابی کرد. همچنین سردار حاجی‌زاده از نیروی هوافضای سپاه، نیروهای آمریکایی در منطقه را تهدید کرد.

## متن
محتوای غیررسمی این نامه که توسط مقام اماراتی عبدالخالق عبدالله افشا شده است، شامل خواسته‌های زیر می‌شود:
1. انحلال کامل برنامه هسته‌ای ایران
2. توقف کامل غنی‌سازی اورانیوم
3. توقف ارسال سلاح و حمایت از حوثی‌ها
4. توقف تأمین مالی حزب‌الله
5. انحلال گروه‌های حشد الشعبی
6. اجرای کامل این موارد ظرف دو ماه
7. در صورت اجرا، لغو تحریم‌ها و پایان انزوای ایران از سوی ایالات متحده
8. در صورت امتناع از مذاکره، حمله نظامی در کار خواهد بود
9. پیشنهاد برگزاری مذاکرات در کشور امارات[۱۶]

## نامه‌های ترامپ به خامنه‌ای
در ۷ مارس، ترامپ اعلام کرد که نامه‌ای به علی خامنه‌ای نوشته و تمایل خود را برای آغاز مذاکرات هسته‌ای جدید ابراز کرده است. او هشدار داد که اگر ایران این پیشنهاد را نپذیرد، ممکن است با تهدید نظامی احتمالی مواجه شود. وی اظهار داشت که گزینه نظامی، پیامدهای شدیدی برای ایران خواهد داشت. ترامپ تلاش کرد مذاکرات جدیدی با ایران آغاز کند، اما هم‌زمان تحریم‌های بیشتری علیه این کشور اعمال کرد و وعده داد صادرات نفت ایران را به صفر خواهد رساند. خامنه‌ای به این نامه واکنشی نشان نداد و نشان داد که ایران قصد ندارد انتظارات جدید را بپذیرد.
در سال ۲۰۱۵، در دوران ریاست‌جمهوری باراک اوباما، مذاکراتی میان ایران و ایالات متحده در قالب برنامه جامع اقدام مشترک (برجام) صورت گرفت. این توافق محدودیت‌هایی بر فعالیت‌های هسته‌ای ایران اعمال می‌کرد و در مقابل، تحریم‌های اقتصادی برداشته می‌شد. با این حال، در سال ۲۰۱۸ و در نخستین دوره ریاست‌جمهوری ترامپ، ایالات متحده از این توافق خارج شد. ایران تا یک سال پس از خروج آمریکا از برجام همچنان به تعهدات خود پایبند ماند.

## واکنش خامنه‌ای به ترامپ
روزی که نامه تحویل داده شد، خامنه‌ای گفت که ایران علاقه‌ای به مذاکره با یک «دولت قلدر» ندارد و این نامه را تلاشی برای «فریب افکار عمومی جهان» توصیف کرد.او گفت که تهدید ایالات متحده به اقدام نظامی «غیرمنطقی» است و هشدار داد که ایران قادر به «وارد کردن ضربه متقابل» است.وی تهدیدهای ترامپ را «زورگویی» توصیف کرد و گفت که ترامپ را فرد مناسبی برای این نوع مکاتبات نمی‌داند.

## واکنش‌ها
روزنامه لو موند خامنه‌ای را مانع اصلی در مسیر مذاکرات با ایالات متحده دانست.
ایالات متحده دو ناو هواپیمابر به منطقه اعزام کرد. سپاه پاسداران انقلاب اسلامی نیز به همراه سامانه‌های موشکی در جزایر سه‌گانه خلیج فارس و تنگه هرمز مستقر شد، و حسین سلامی، فرمانده کل سپاه، به ایالات متحده هشدار داد که در صورت حمله، با واکنشی ویرانگر مواجه خواهد شد.
سید عباس عراقچی، وزیر امور خارجه ایران، اعلام کرد که با وجود شنیدن دربارهٔ وجود این نامه، هنوز آن را دریافت نکرده‌اند. او گفت ایران در صورتی حاضر به مذاکره است که ایالات متحده از اِعمال «فشار حداکثری» خودداری کند.
سازمان ملل متحد از ارتباط ترامپ با ایران استقبال کرد. استفان دوجاریک، سخنگوی سازمان ملل، اظهار داشت: «ما از اصل، تأکید داریم که دیپلماسی همچنان بهترین راه برای تضمین ماهیت صلح‌آمیز برنامه هسته‌ای ایران است».
دو هفته پس از ارسال نامه، ترامپ در شبکه‌های اجتماعی دربارهٔ حمایت ایران از یمن و گروه‌های دیگر هشدار داد. در ۱۶ مارس ۲۰۲۵، ایالات متحده حملاتی هوایی علیه حوثی‌های مورد حمایت ایران در یمن انجام داد تا از ناوگان دریایی خود محافظت کند.